# 網走国定公園
網走国定公園（あばしりこくていこうえん）は、北海道にある国定公園。1950年（昭和25年）に道立公園に指定され、自然公園法制定に伴って1958年（昭和33年）に国定公園に指定された。大小7つの湖沼と砂丘、草原（原生花園）、丘陵からなる地域になっている。

## 自然
サロマ湖は日本国内で3番目、北海道内で最大の湖沼面積を誇る湖であり、オホーツク海との間の砂州には300種類を越える植物が確認されており、ワッカ原生花園になっている。湖岸のキムアネップ崎基部やサンゴ岬周辺にはアッケシソウ（サンゴソウ）群落を見ることができ、鶴沼地区は北海道の天然記念物に指定されている。能取湖の卯原内地区はじめ、湖岸の各地に塩湿地植物のアッケシソウ群落を見ることができ、オホーツク海側砂丘には海岸草原がある。また、能取半島の能取岬にかけて海食崖が見られ、半島の内陸側は森林に覆われている。網走湖とリヤウシ湖はオホーツク海からの海跡湖であり、一部が地盤の沈降によってできている。網走川周辺には湿地帯が形成され、女満別地区の樹林地にミズバショウなどの湿地植物群落がある。天都山は国の名勝に指定されている。藻琴湖や濤沸湖もオホーツク海との海跡湖であり、周辺に湿地帯が広がっている。濤沸湖はラムサール条約に登録されており、オホーツク海に面した砂州は海岸段丘として発達し、ハマナスやエゾキスゲなどの海岸草原は小清水原生花園として知られている。ワッカ原生花園と小清水原生花園は北海道遺産に選定されている。斜里海岸の草原群落は北海道の天然記念物に指定されている。
公園内ではアオサギやカモなどの水辺の鳥やノゴマなどの草原性の鳥を数多く観察することができるほか、オオハクチョウなど渡り鳥の中継地になっている。流氷が近づいてくる時期になるとオジロワシやオオワシなどの猛禽類やアザラシなどの海獣を観察することができる。

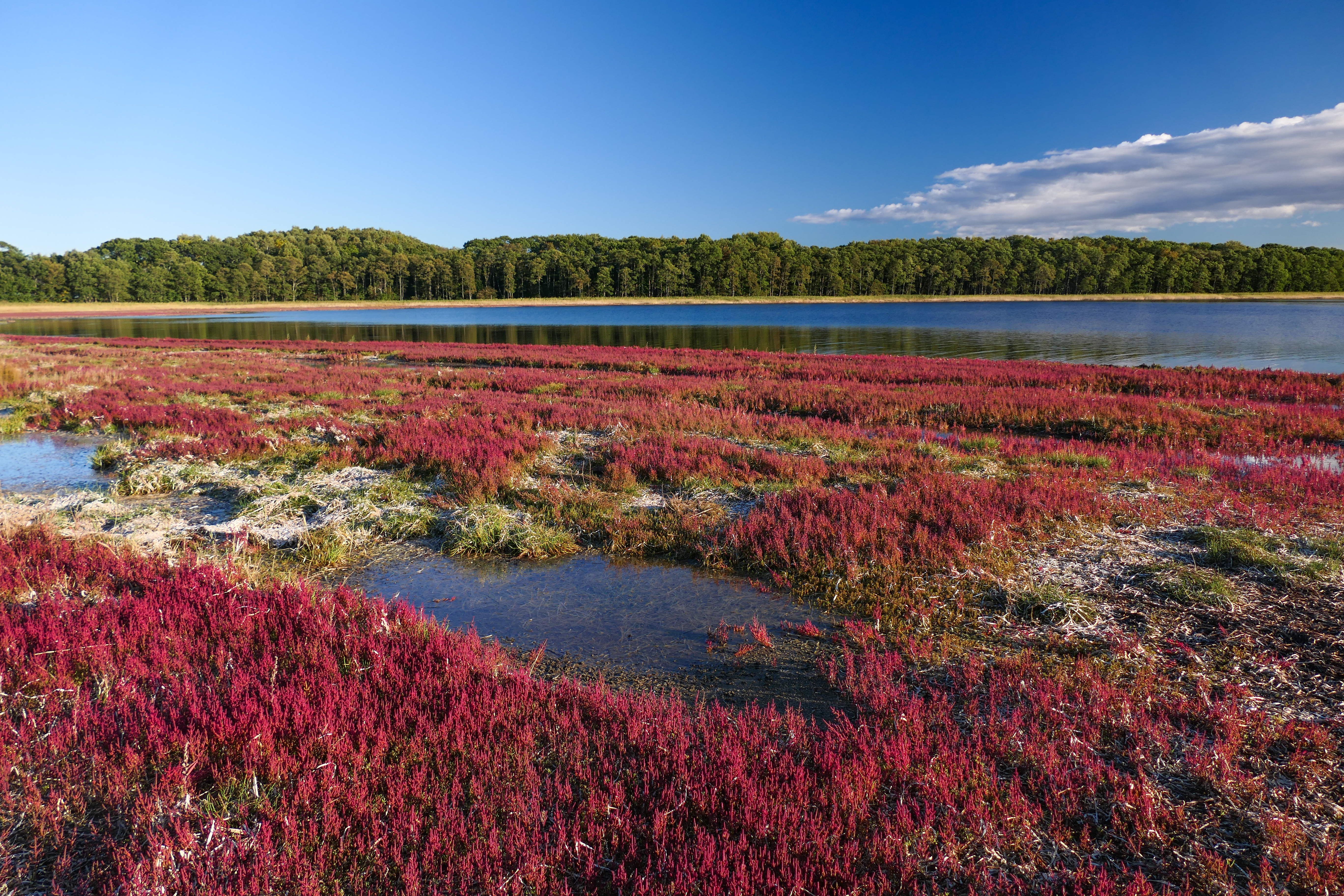
サロマ湖岸のサンゴソウ（2021年10月）
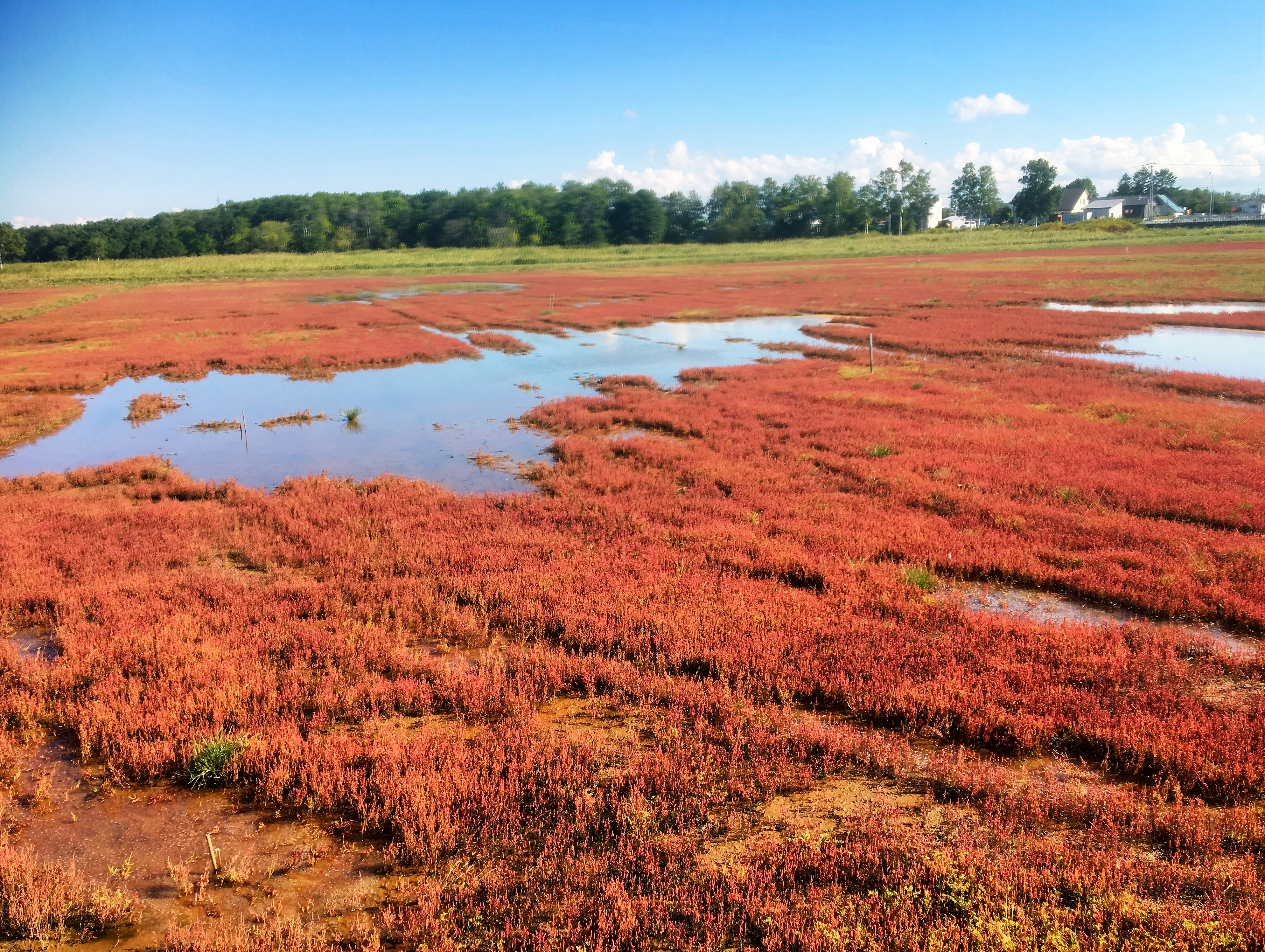
能取湖畔のサンゴソウ（2017年9月）
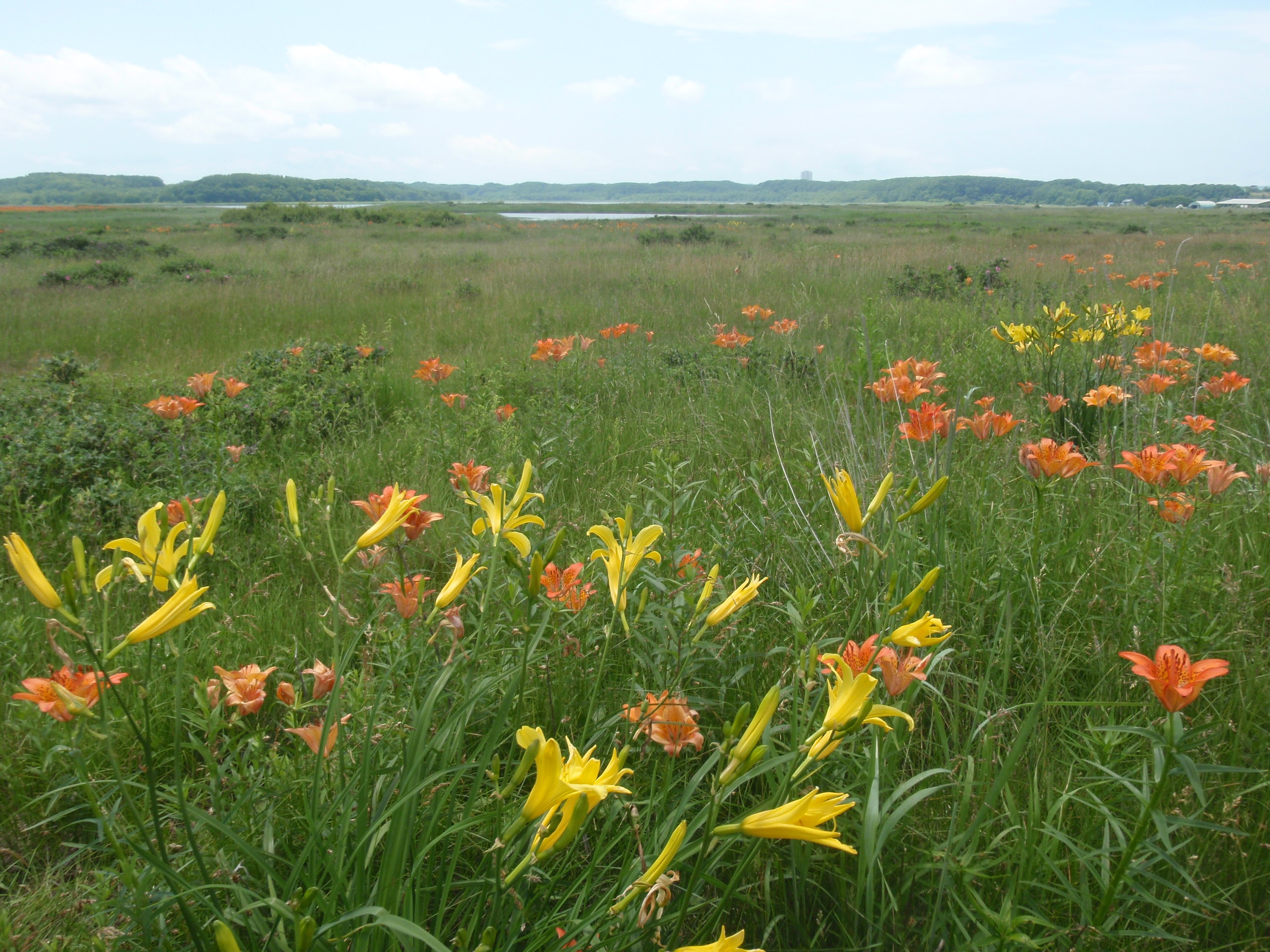
小清水原生花園に咲くエゾカンゾウとエゾスカシユリ（2011年7月）
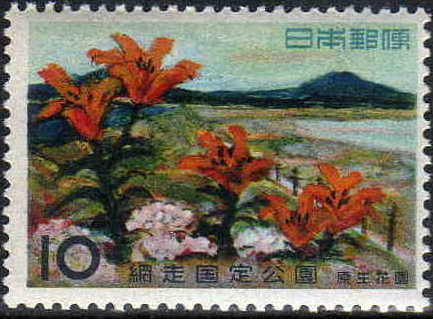
1960年の切手

## 景勝地
- サロマ湖
- 幌岩山
- ワッカ原生花園
- 能取岬
- 網走湖
- 天都山
- 濤沸湖
- 小清水原生花園
- 斜里草原

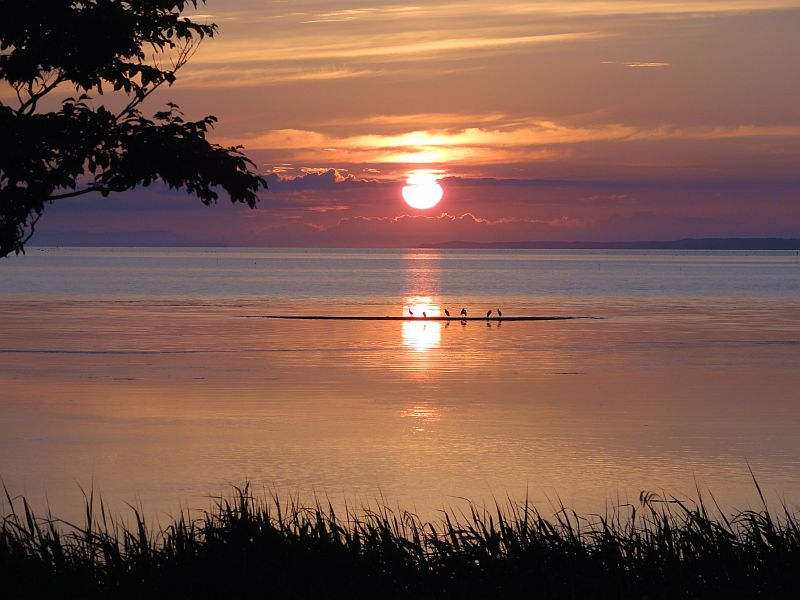
サロマ湖と夕日（2010年7月）
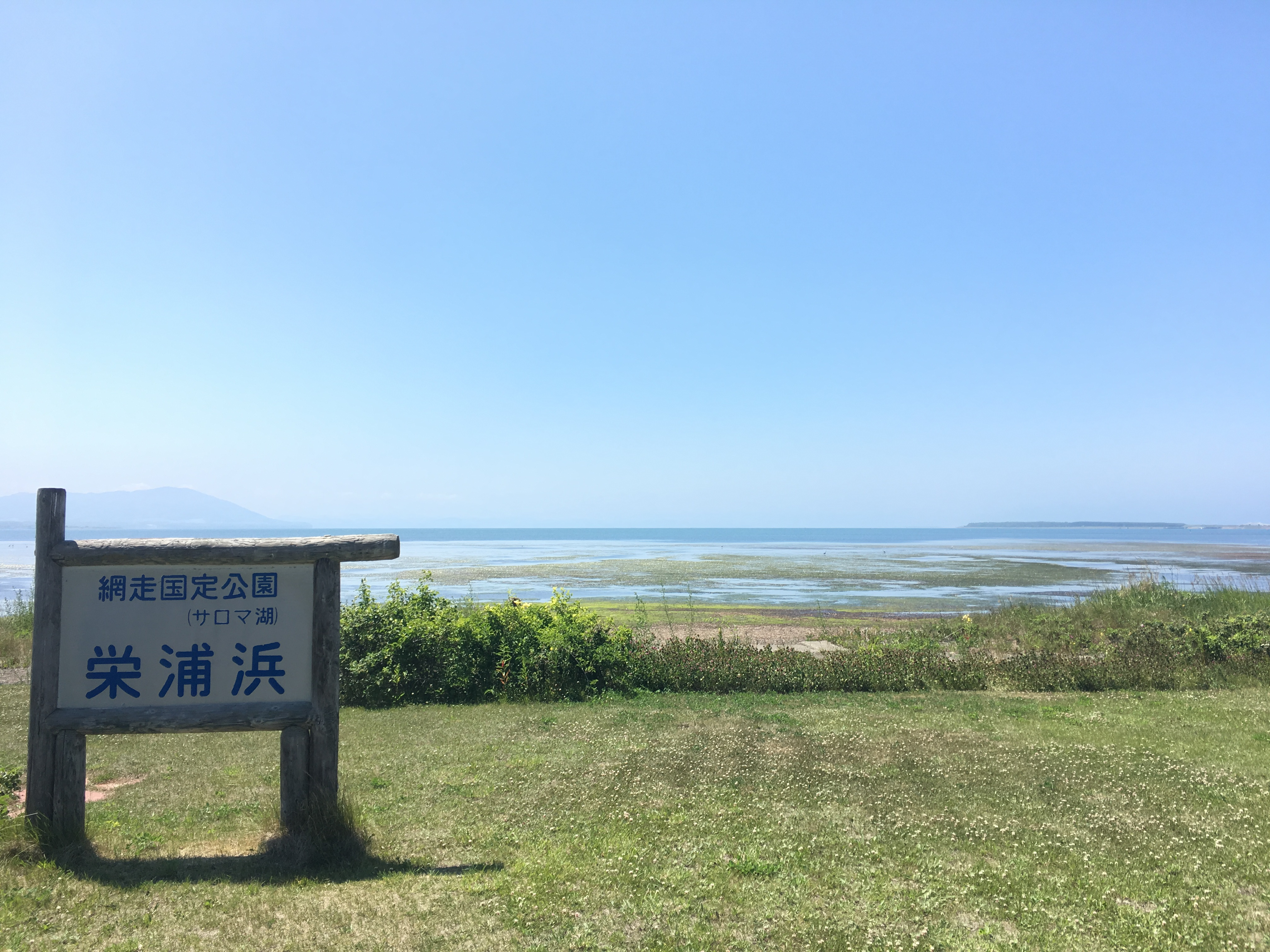
サロマ湖栄浦浜（2019年7月）
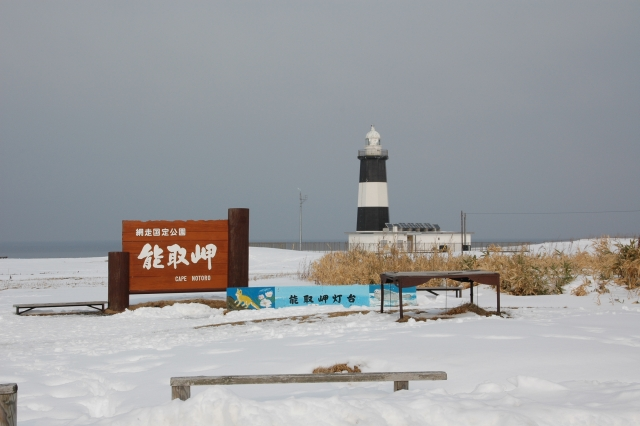
能取岬（2006年3月）
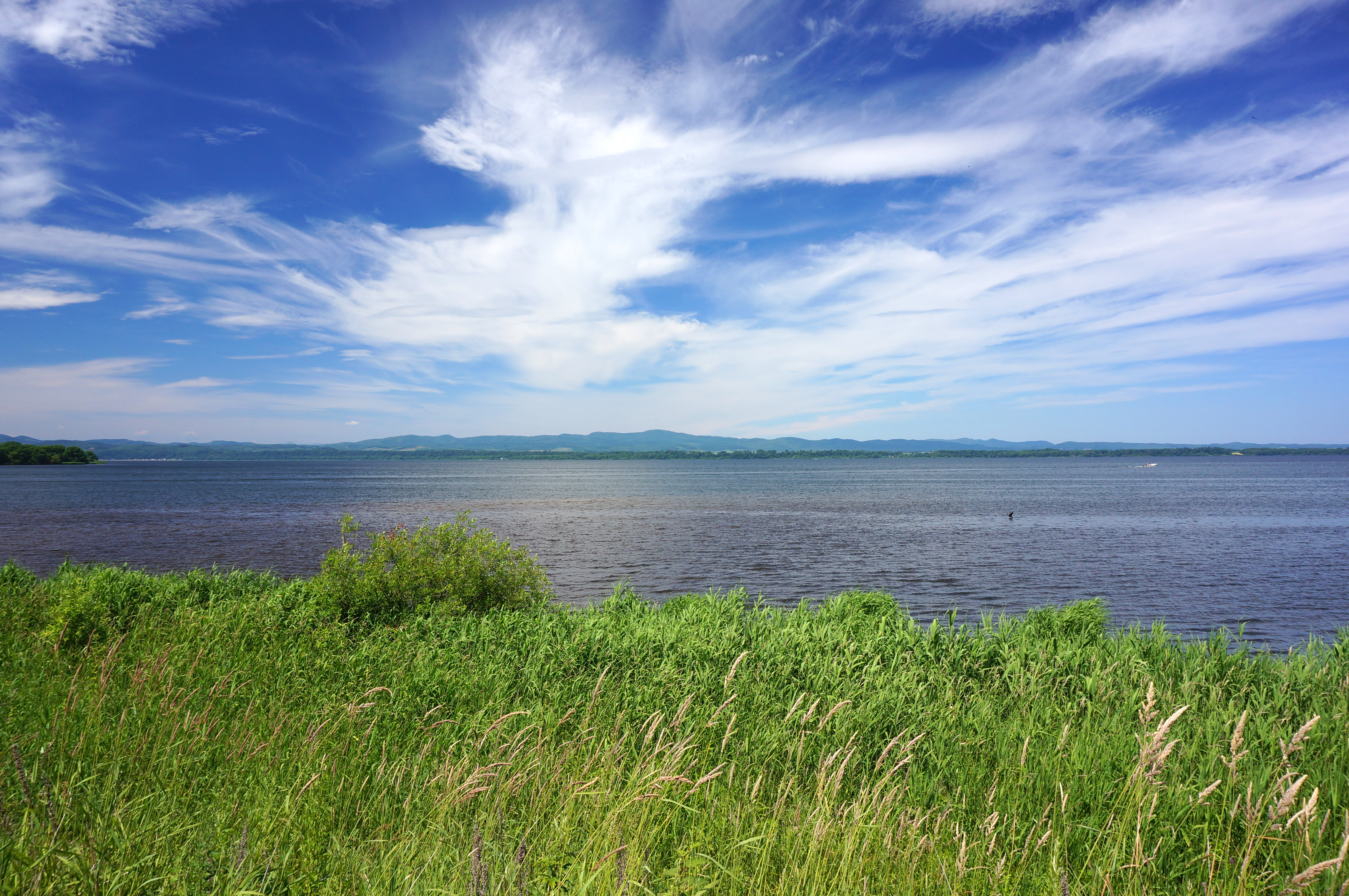
網走湖（2013年7月）
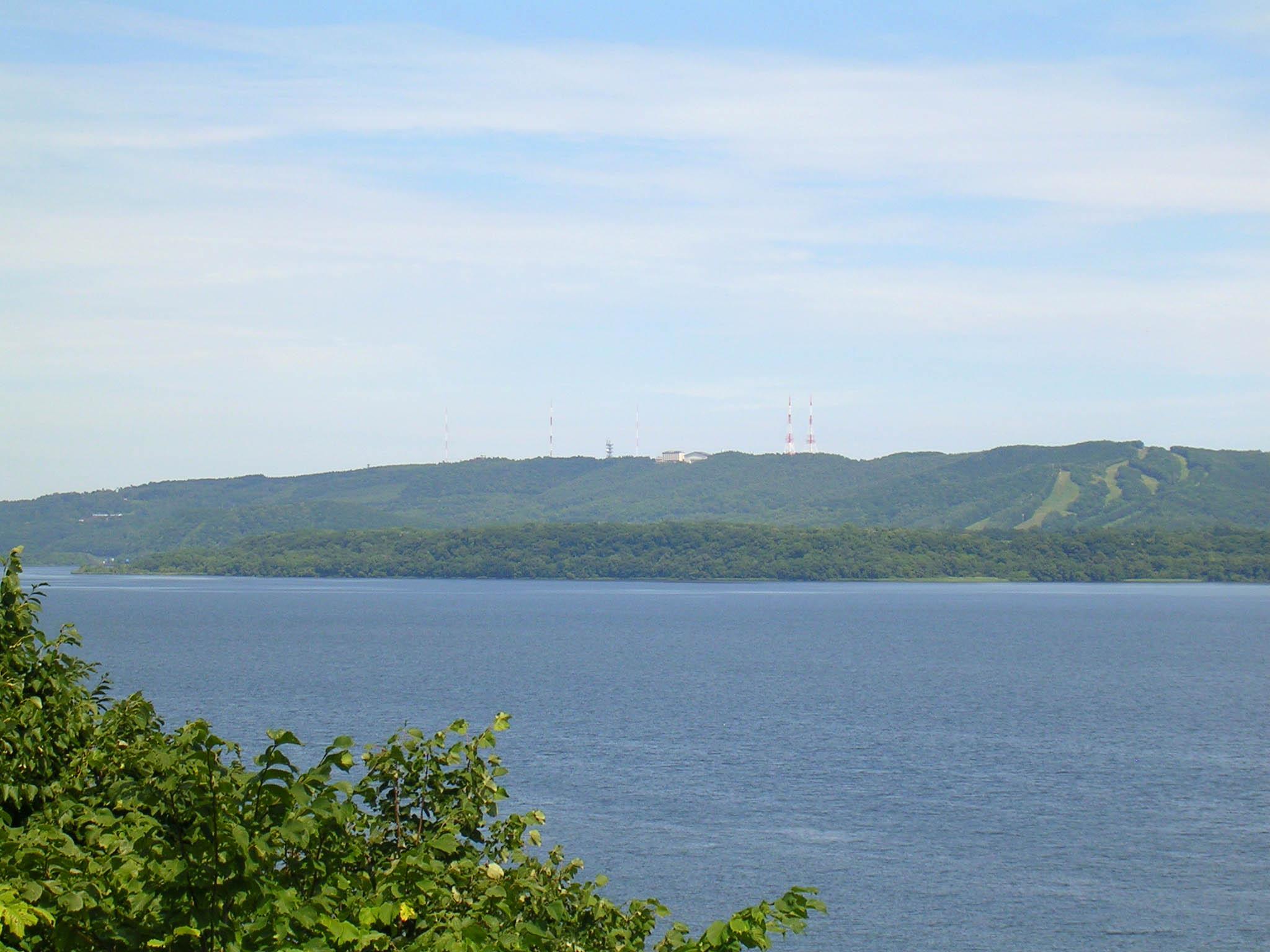
天都山（2007年8月）
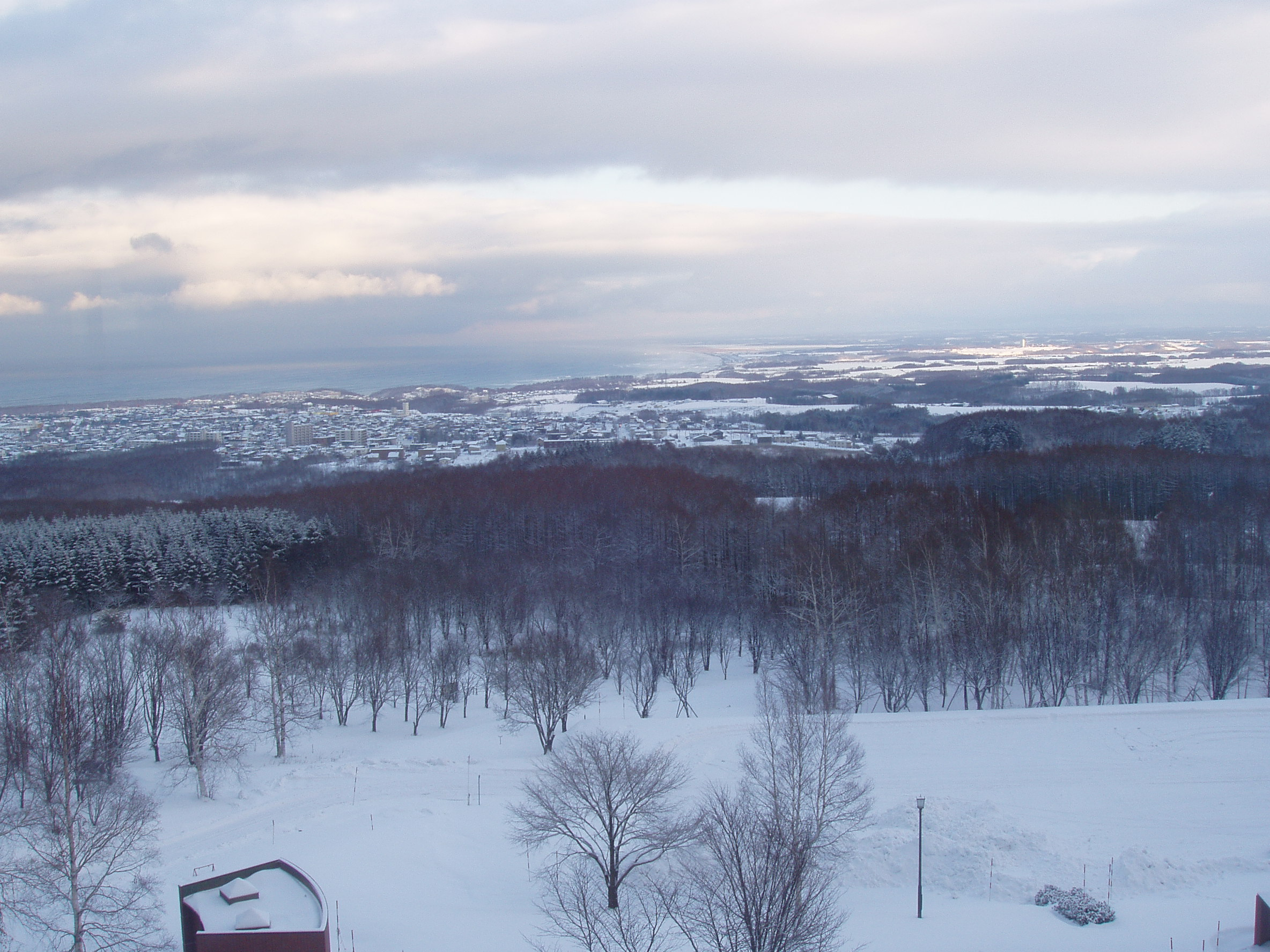
天都山頂上より網走市街を見る（2004年12月13日撮影）
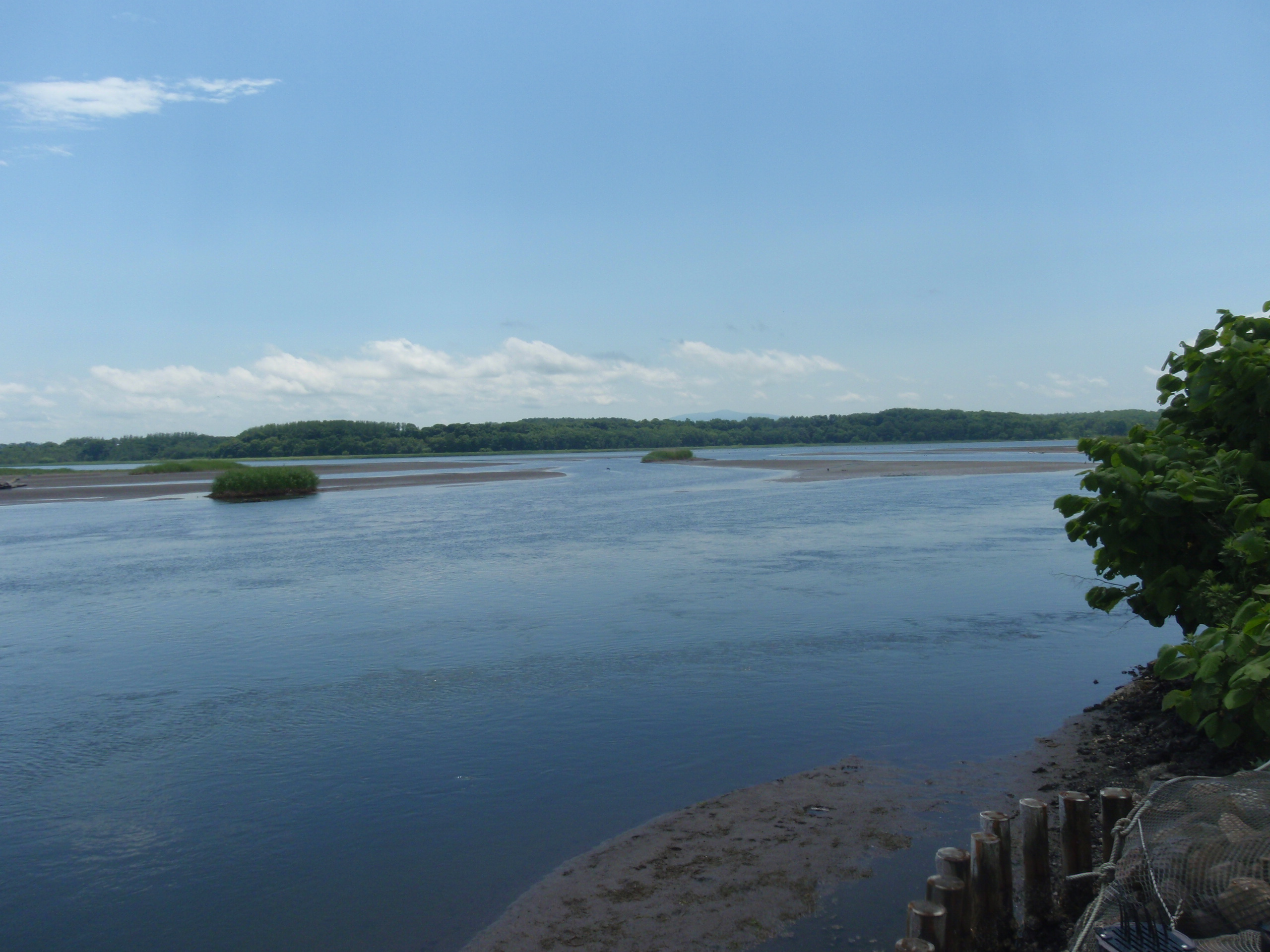
濤沸湖（2011年7月）
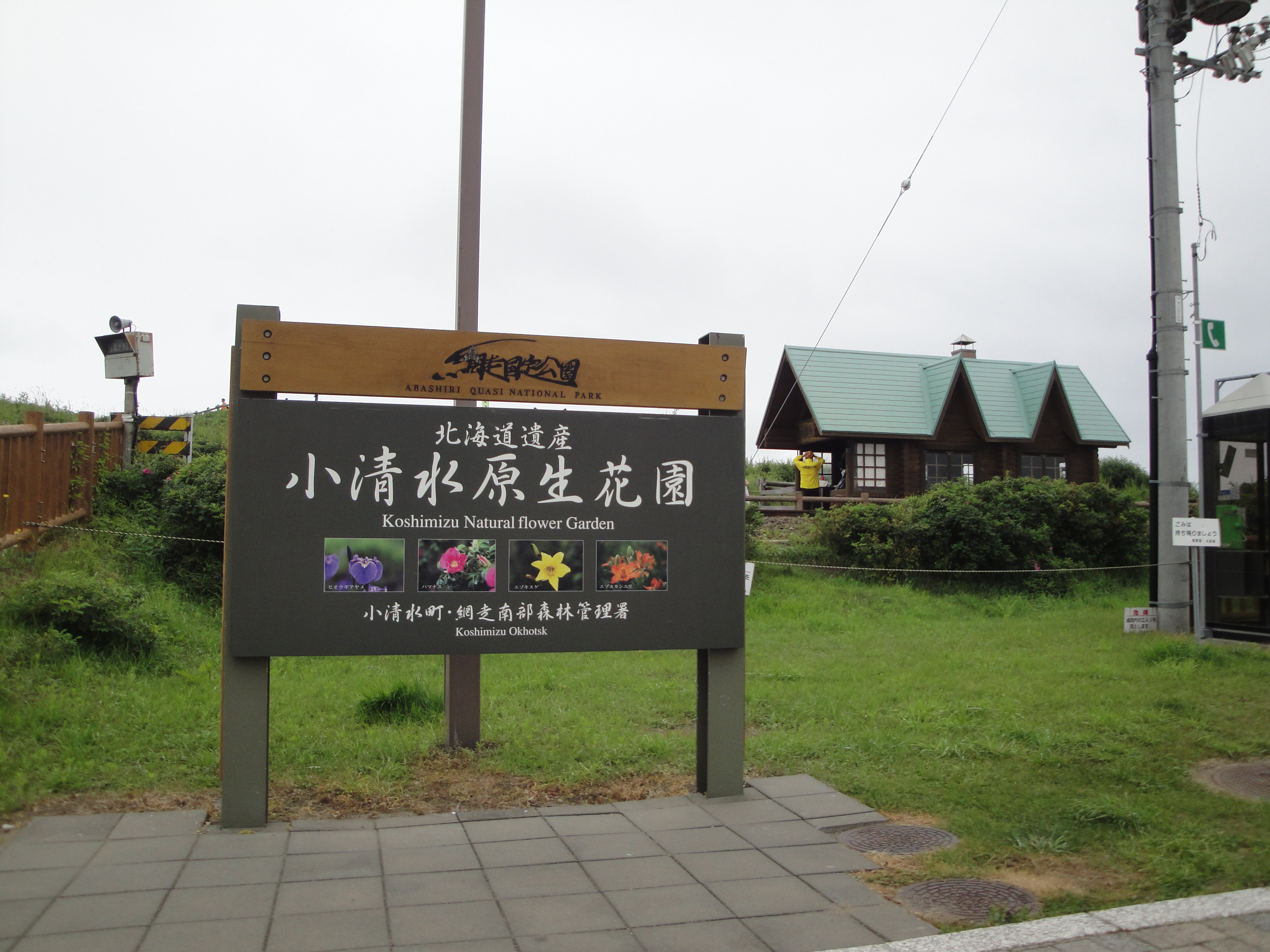
小清水原生花園（2011年7月）

## 集団施設地区・ネイチャーセンター
| 地区名 | 面積  | 所在地             | 利用者数（人） |
| ------ | ----- | ------------------ | -------------- |
| 女満別 | 8.2ha | 北海道網走郡大空町 | 254,000        |

| 施設名                                   | 設置者   | 所在地                                      | 利用者数（人） |
| ---------------------------------------- | -------- | ------------------------------------------- | -------------- |
| 北見市サロマ湖ワッカネイチャーセンター   | 北見市   | 北海道北見市常呂町字栄浦242-1               | -              |
| 小清水原生花園インフォメーションセンター | 小清水町 | 北海道斜里郡小清水町字浜小清水国有林354林班 | -              |

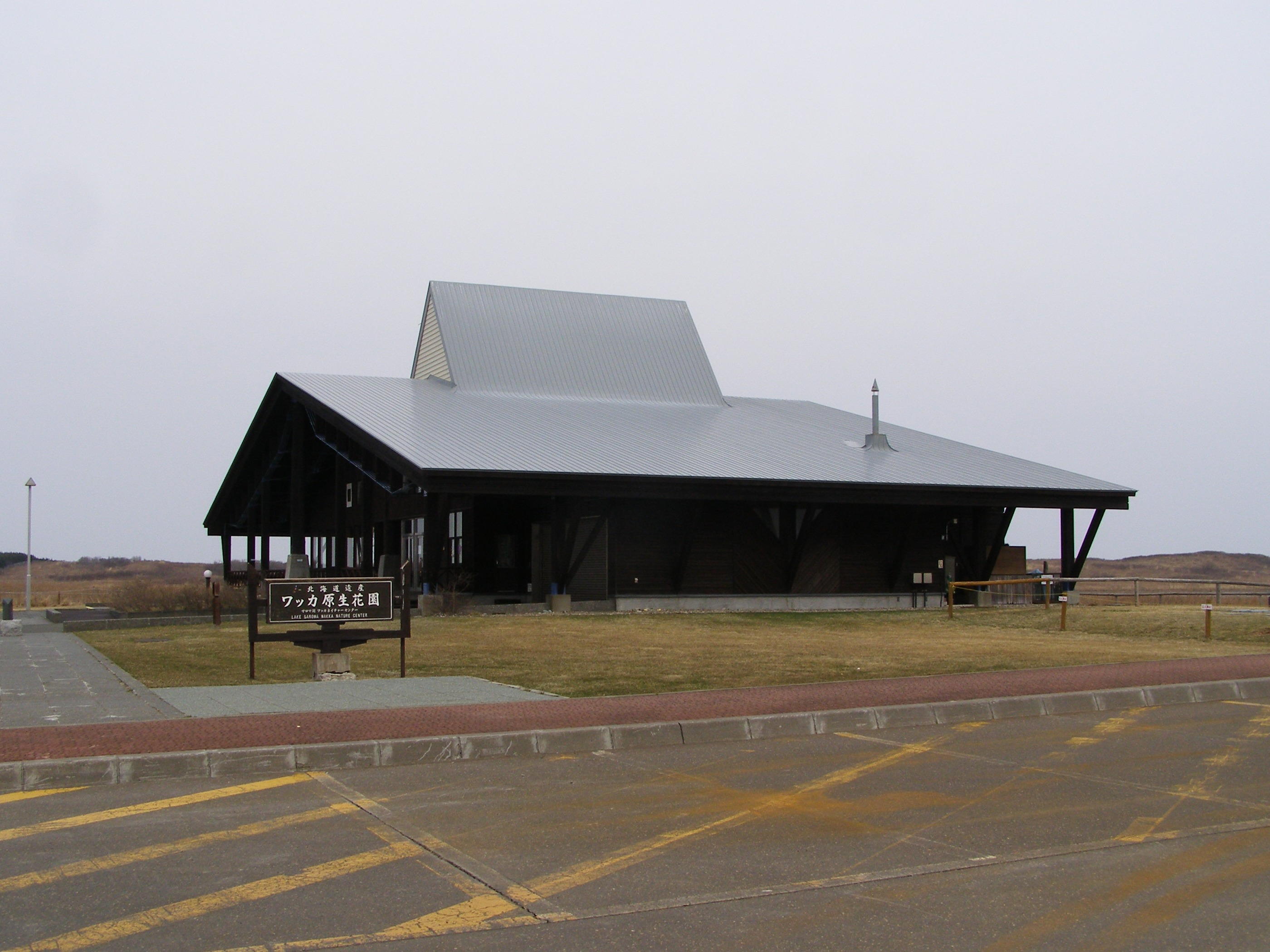
ワッカネイチャーセンター（2011年4月）
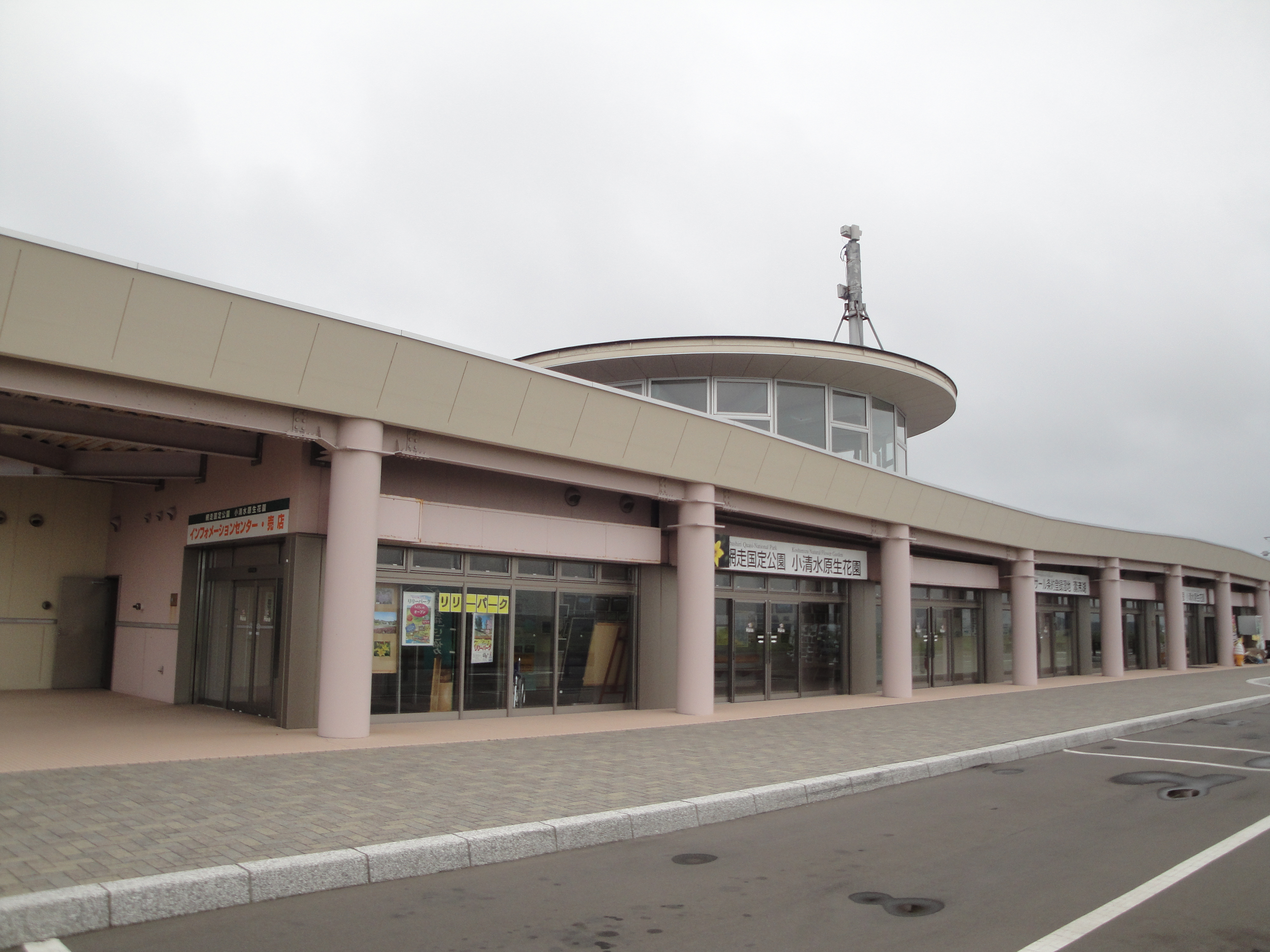
小清水原生花園インフォメーションセンター「Hana」（2011年7月）

## 参考資料
- “網走国定公園管理指針” (PDF).  北海道. 2016年8月24日閲覧。